# Constant Kerneïz
 (août 2017).
Si vous disposez d'ouvrages ou d'articles de référence ou si vous connaissez des sites web de qualité traitant du thème abordé ici, merci de compléter l'article en donnant les références utiles à sa vérifiabilité et en les liant à la section « Notes et références ».
Constant Kerneïz (Rennes, 20 juillet 1880 - Paris, 21 février 1959) de son vrai nom Constant Félix Guyot (son nom de plume Kerneïz, vient du nom de sa mère d'origine bretonne) est un astrologue français (dans le dernier numéro de l’année 1938 du Journal de la femme, Kerneiz aurait prédit le Pacte germano-soviétique d'après le rapprochement d'Uranus avec Neptune « la guerre des idéologies va tendre à se transformer en une fusion de ces mêmes idéologies »). Très intéressé par la culture indienne, il a contribué à répandre la philosophie du yoga en Occident. 
Il est professeur de philosophie et journaliste à Nantes, à Londres et à Paris. En 1928, il apprend le yoga à Londres d'un Indien et sa théorie par ses lectures telles que la collection « The Sacred Books of the Hindus » de George Bühler. Il fut le premier à enseigner le yoga en France, ce qui lui vaudra d'être recherché par les Allemands. La qualité de ses écrits provient de sa volonté d'objectivité et surtout de ses rapprochements réguliers qu'il fait avec la philosophie et la civilisation occidentale. À l'inverse d'Alain Daniélou il ne voit pas dans l'Inde la réponse au maux occidentaux, mais un moyen de revenir à nos racines suivant un enseignement qui devrait nous être naturel voire familier.
L'œuvre de Kerneiz a permis de faire connaître le yoga en France. Ses élèves, à qui il a transmis ses connaissances, ont continué de faire répandre son enseignement dans tout l'Hexagone. Lucien Ferrer (1901-1964) et Swami Asuri Kapila « Cesar Della Rosa » (1901-1955) est l'un de ses élèves les plus connus. Il dira de lui : « Un grand occultiste moderne, à qui nous devons la vulgarisation technique du hatha yoga et, personnellement, notre première dynamisation dans cette science ».